# Zuzenhausen
Zuzenhausen is een plaats in de Duitse deelstaat Baden-Württemberg, en maakt deel uit van het Rhein-Neckar-Kreis.
Zuzenhausen telt 2.179 inwoners.
De gemeente Zuzenhausen, die vrijwel alleen bestaat uit het gelijknamige dorp, is in 1972 met de (op het kaartje in het kader afwijkend gekleurde) gemeentes Angelbachtal en Sinsheim een zogenaamde vereinbarte Verwaltungsgemeinschaft aangegaan, waarbij Sinsheim de erfüllende Gemeinde is. Dit is een alleen in Baden-Württemberg bestaande vorm van bestuurssamenwerking. Daarbij neemt Sinsheim een aantal gemeentelijke bevoegdheden en taken over van Zuzenhausen en Angelbachtal.

## Geografie, infrastructuur
Het dorp wordt van zuid naar noord doorsneden door het riviertje de Elsenz, en ligt dus in het dal daarvan.

### Buurgemeentes
Zuzenhausen grenst:
- in het noorden aan Meckesheim;
- in het oosten aan Eschelbronn en Waibstadt;
- in het zuiden aan de stad Sinsheim, en
- in het westen aan Dielheim.

### Infrastructuur

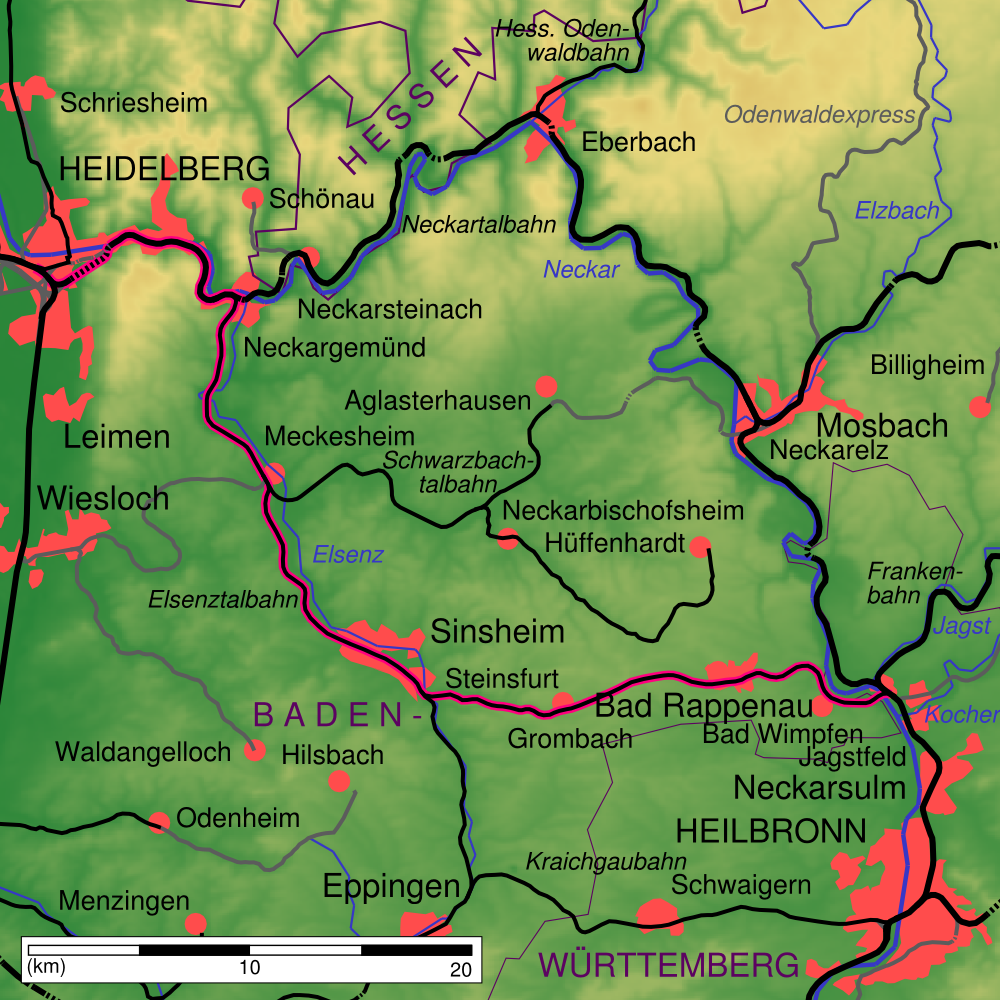
Trajectkaart Elsenztalbahn (roze met zwarte streep)

Door het dorp en het dal van de Elsenz loopt de Bundesstraße 45, die zuidwaarts naar de stad Sinsheim en de aansluiting aldaar op de Autobahn A6 loopt, en noordwaarts naar o.a. Meckesheim, Neckargemünd en Michelstadt.
Eveneens door het dal van de Elsenz, en dus evenwijdig aan de B 45, loopt een spoorlijn, waaraan Zuzenhausen een klein station, midden in het dorp, heeft. Dit is de Elsenztalbahn Neckargemünd - Bad Friedrichshall v.v.. De S-Bahn RheinNeckar bedient, onder lijnnummer S5, de railverbinding Heidelberg Hbf-Steinsfurt.

## Geschiedenis, economie
Zie ook onder: Kraichgau.
Het dorp wordt in een document uit de 8e eeuw voor het eerst vermeld.
In de 13e eeuw lieten plaatselijke heren, die vanaf 1330 leenmannen van de Keur-Palts werden, een kasteel (Burg Zuzenhausen) aan de zuidoostelijke kant van het dorp bouwen. Elders verrees in de 16e eeuw een tweede kasteel, dat Schloss Zuzenhausen genoemd werd. In de Dertigjarige Oorlog (1618-1648) en in de Negenjarige Oorlog (1688-1697) werden beide kastelen in respectievelijk 1643 door Beierse, en in 1689 door doortrekkende Franse soldaten verwoest. Sindsdien is Burg Zuzenhausen een ruïne. De lokale heren Von Venningen lieten in 1716 (voltooid omstreeks 1719) een nieuw kasteel met de naam Agnestal bouwen.
Zoals veel andere plaatsen in de streek, was Zuzenhausen tot ca. 1965 een vrij arm boerendorp. Door de verbetering van de infrastructuur, en de afgenomen werkgelegenheid in de agrarische sector, ontwikkelde het zich daarna, door de bouw van nieuwbouwwijken, tot een dorp voor woonforensen.
Aan de noordkant van het dorp, langs de B 45 en de spoorlijn, ligt een vrij groot bedrijventerrein, grotendeels in gebruik bij midden- en kleinbedrijf van lokale of ten hoogste regionale betekenis.

## Afbeeldingen

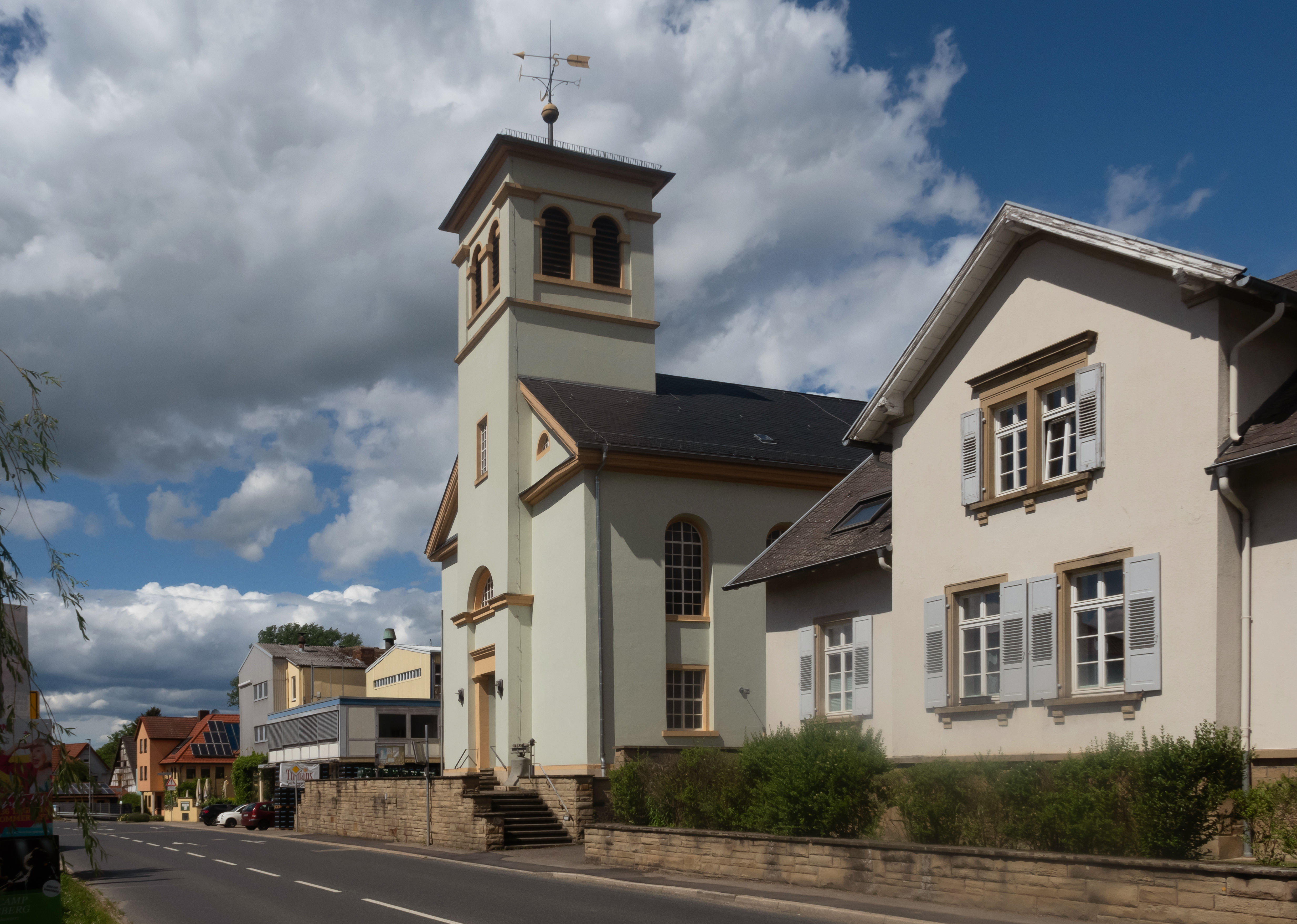
Zuzenhausen, evangelische kerk (1831)
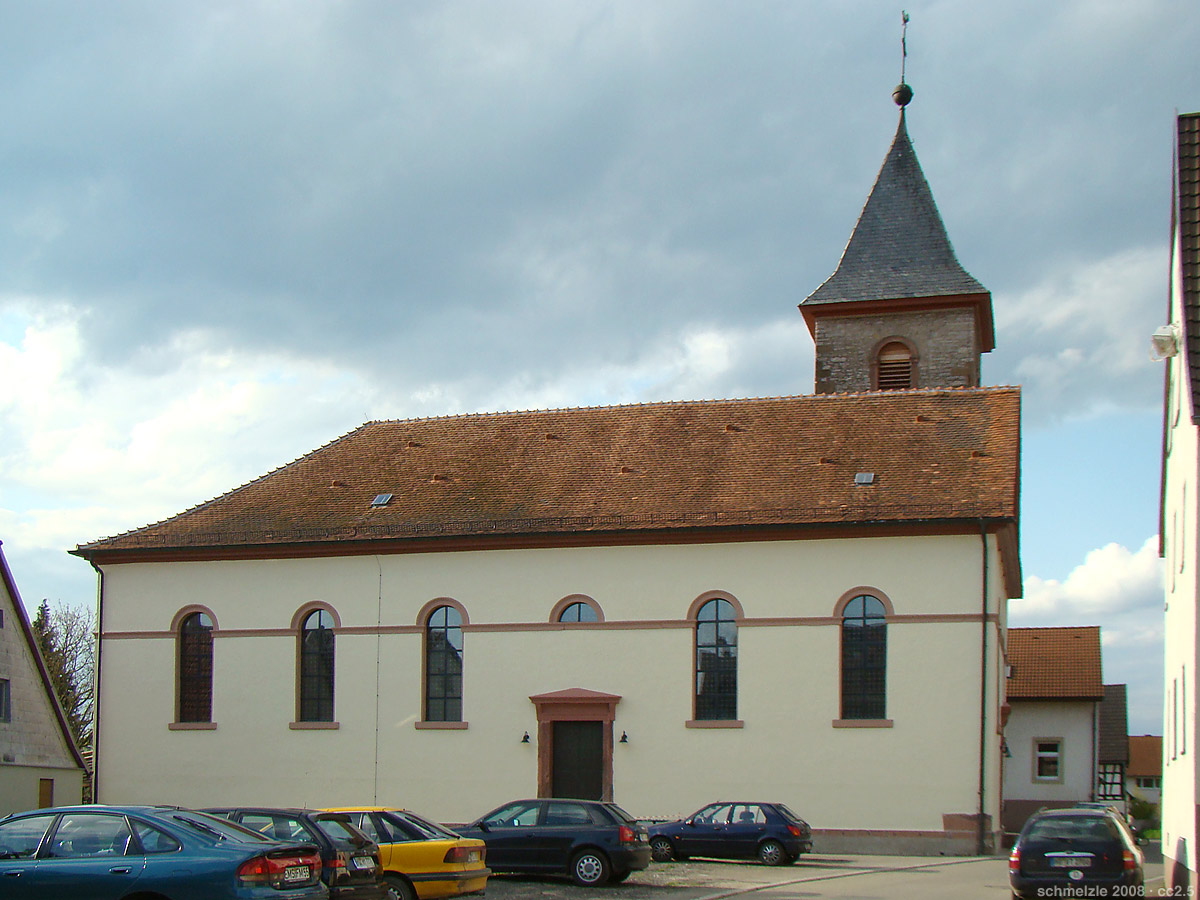
Zuzenhausen, rooms-katholieke St.-Sebastiaankerk (1826)
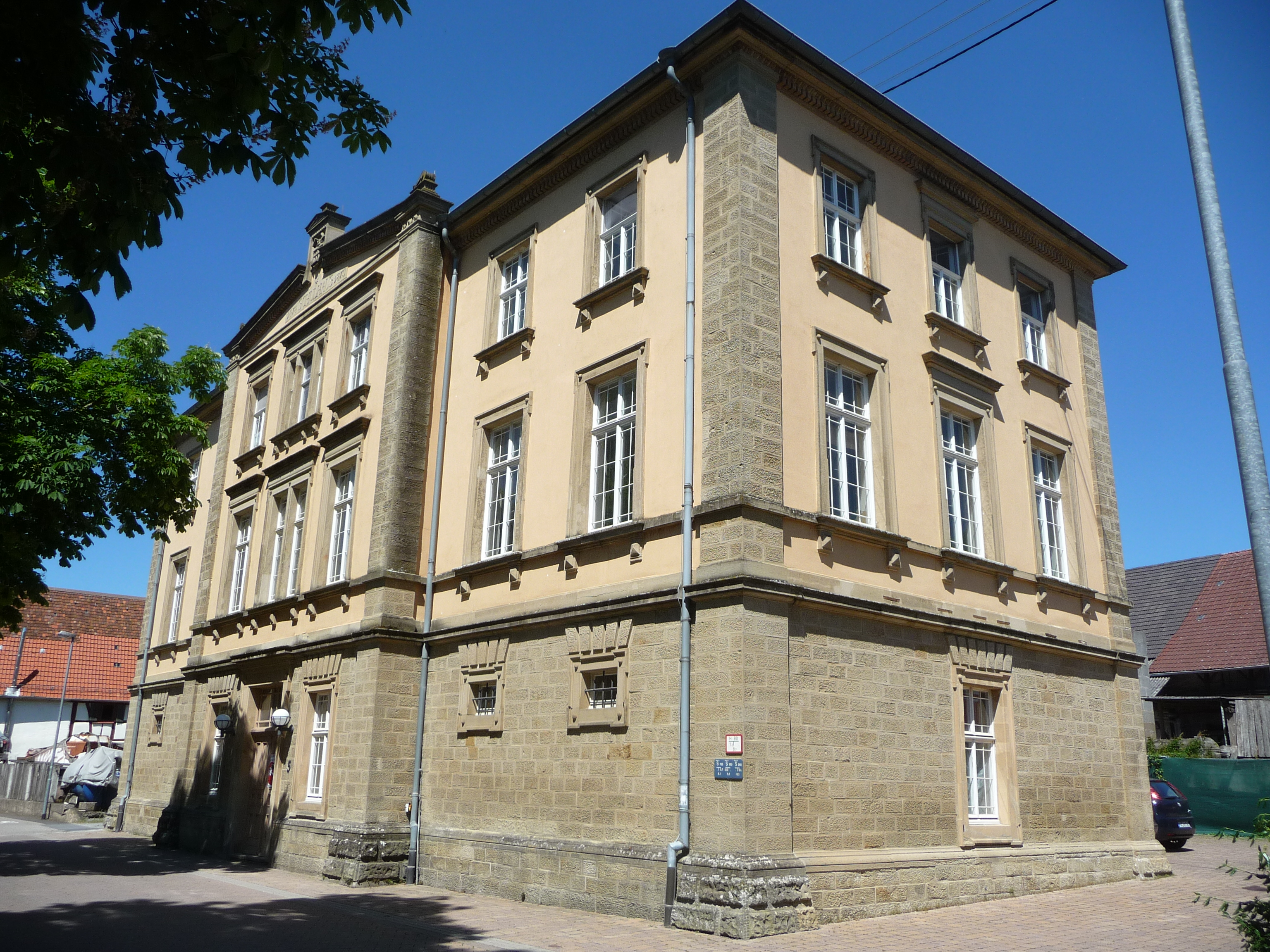
Voormalig schoolgebouw (1898; in gebruik als dorpshuis)
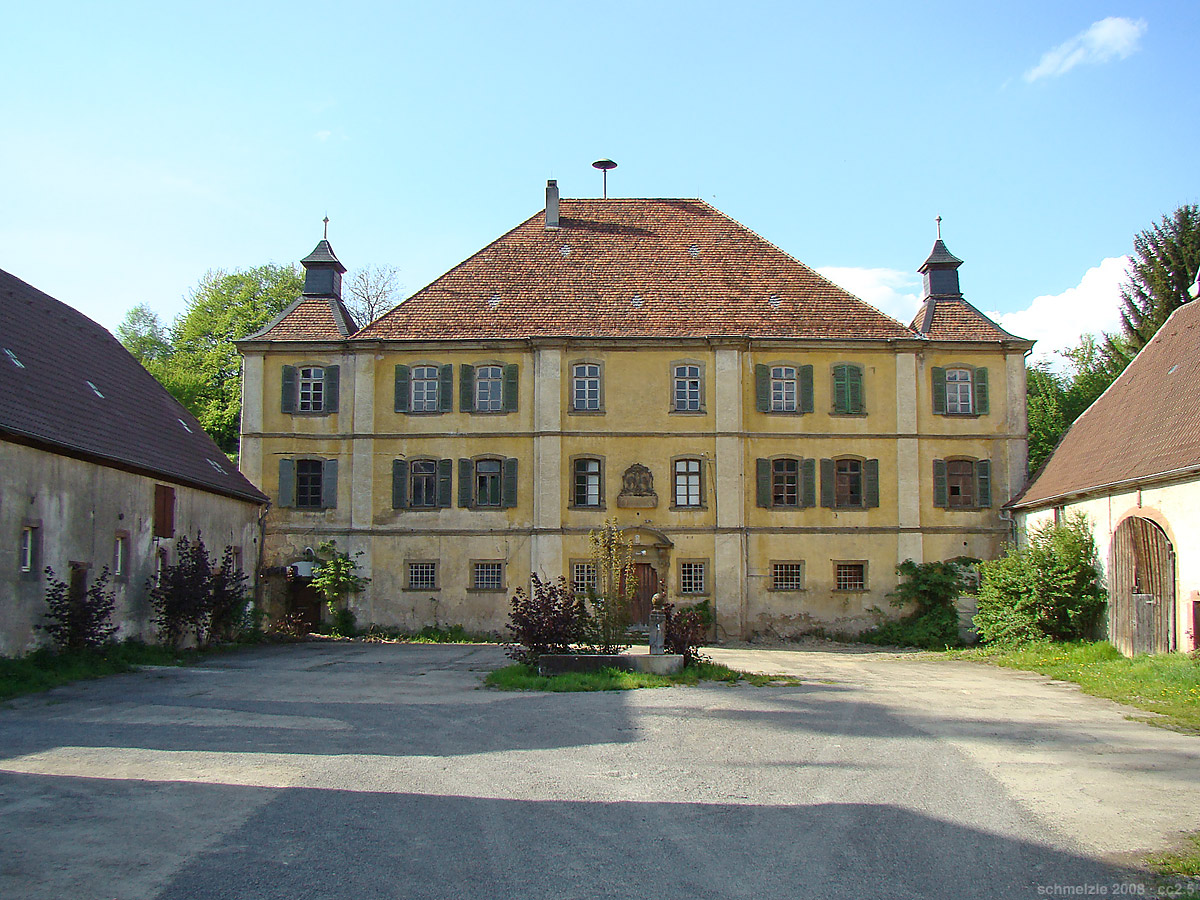
Kasteel Agnestal of Seehälde  (1719) vóór de renovatie
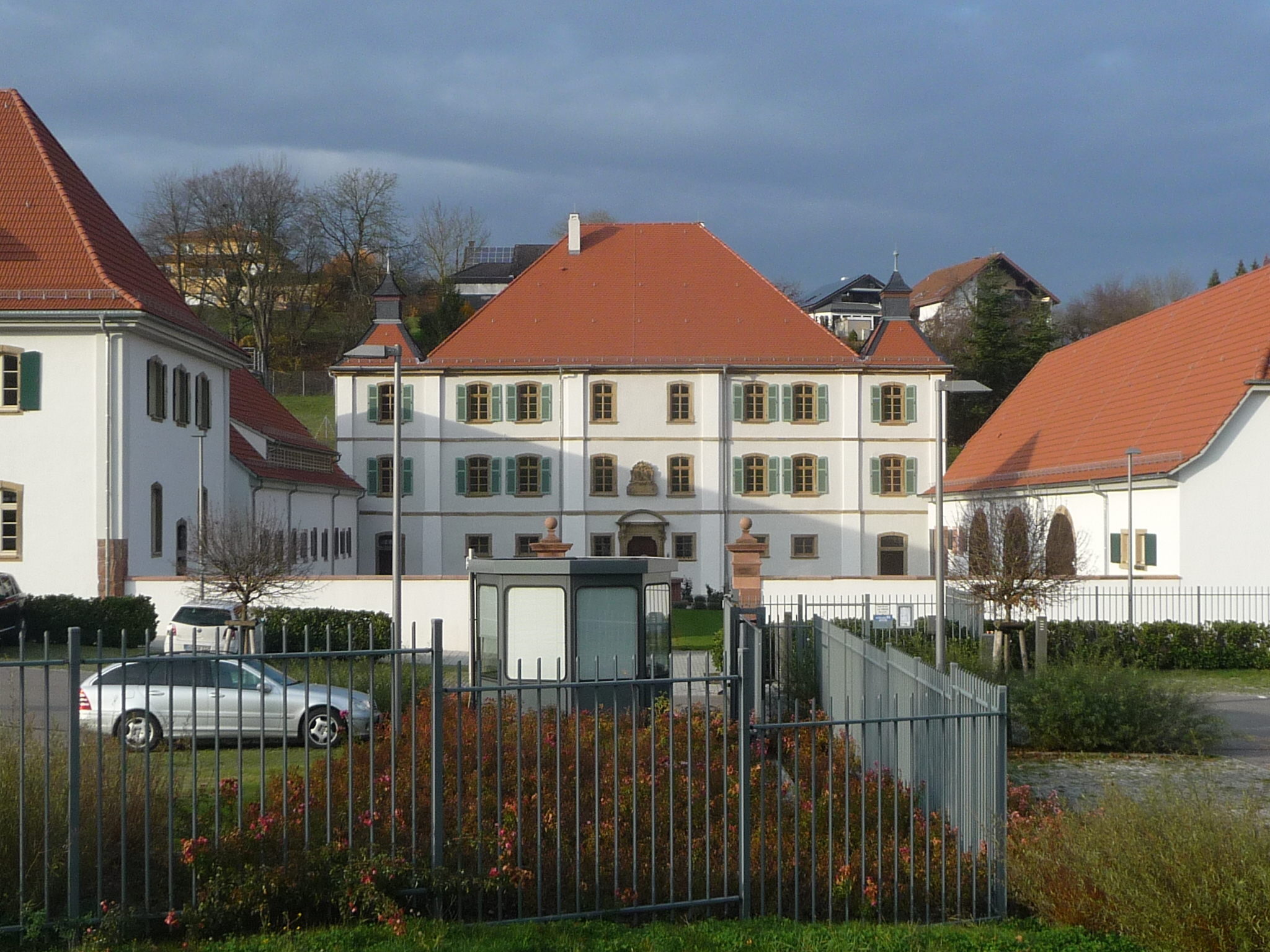
Idem na de renovatie in 2009
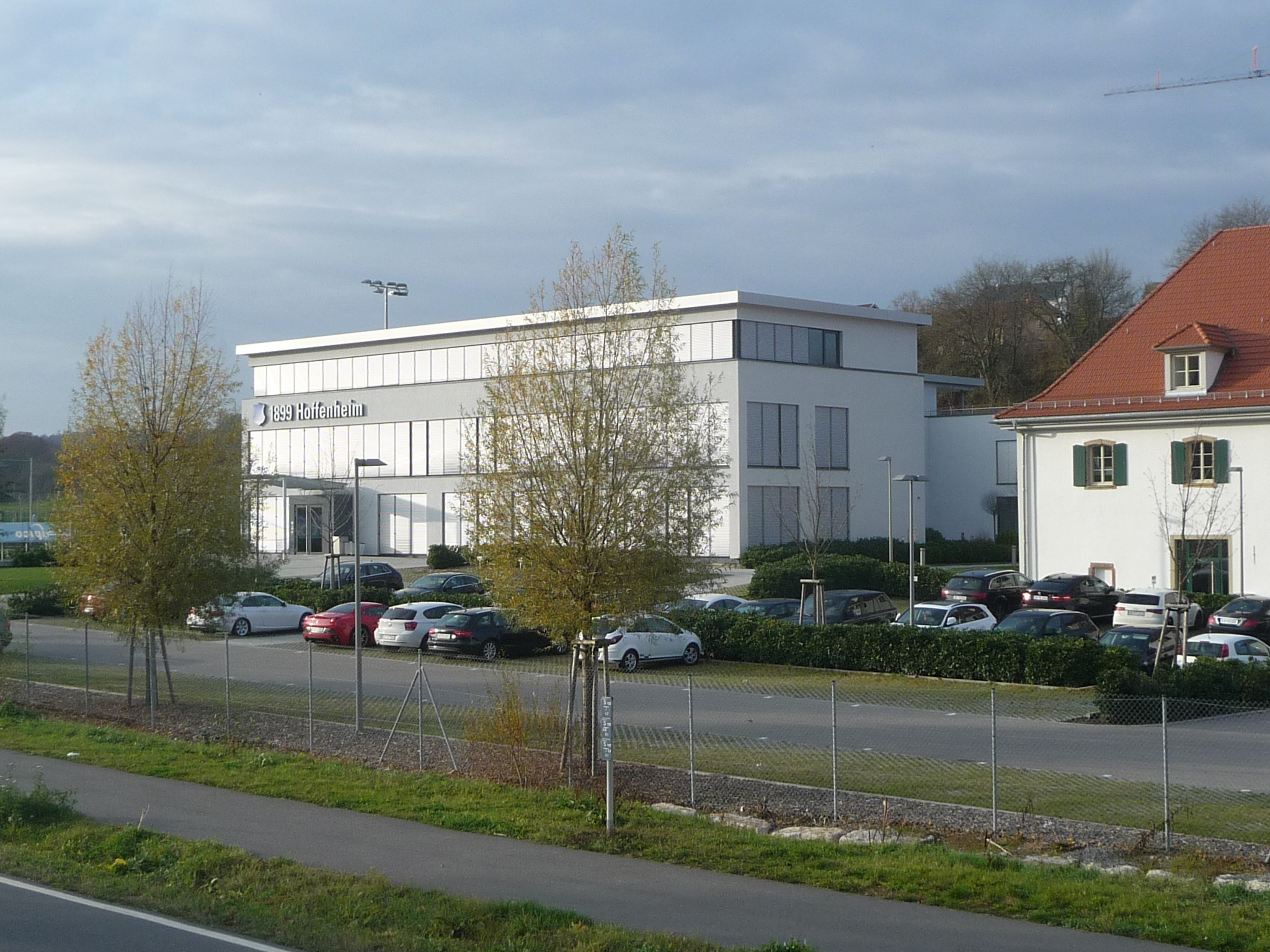
Kantoorgebouw van de voetbalclub achter het kasteel
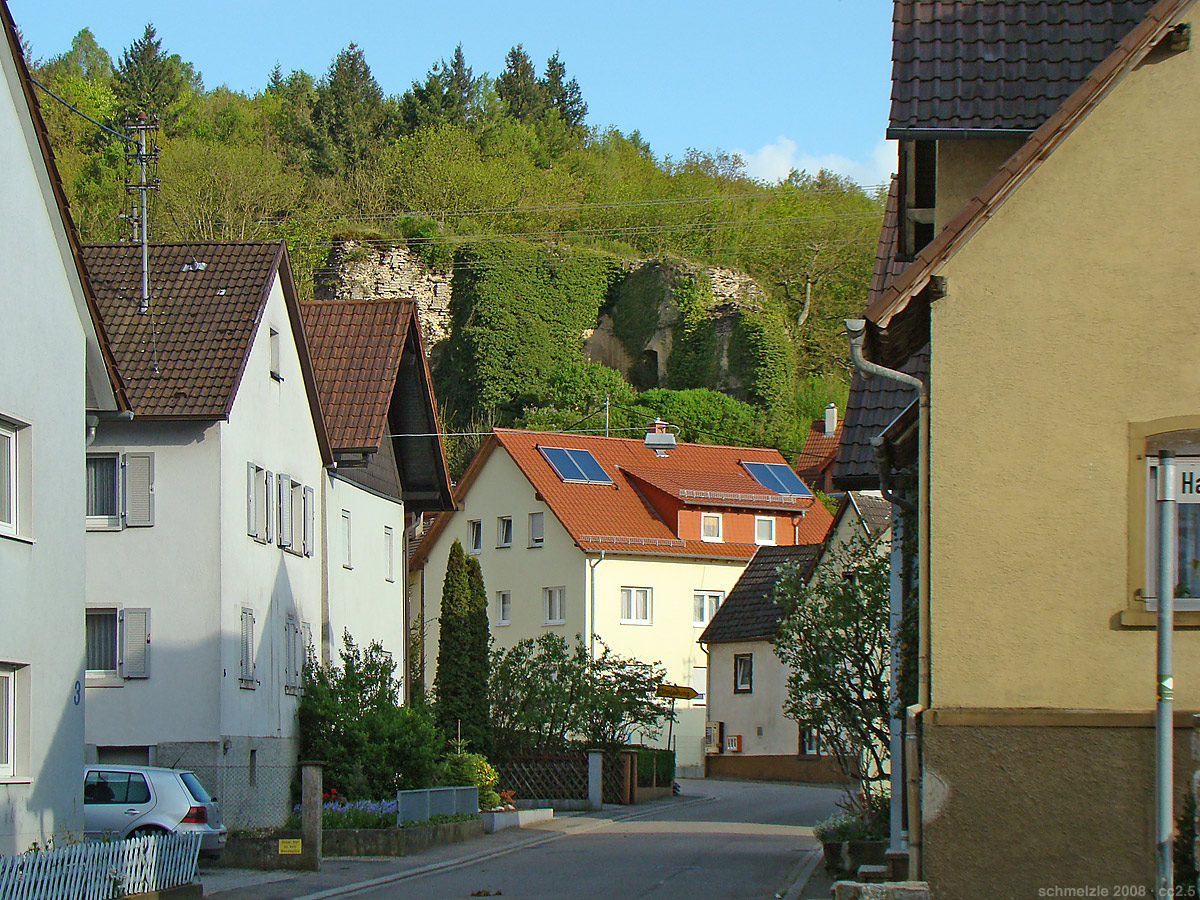
Ruïne Burg Zuzenhausen gezien vanuit het dorp
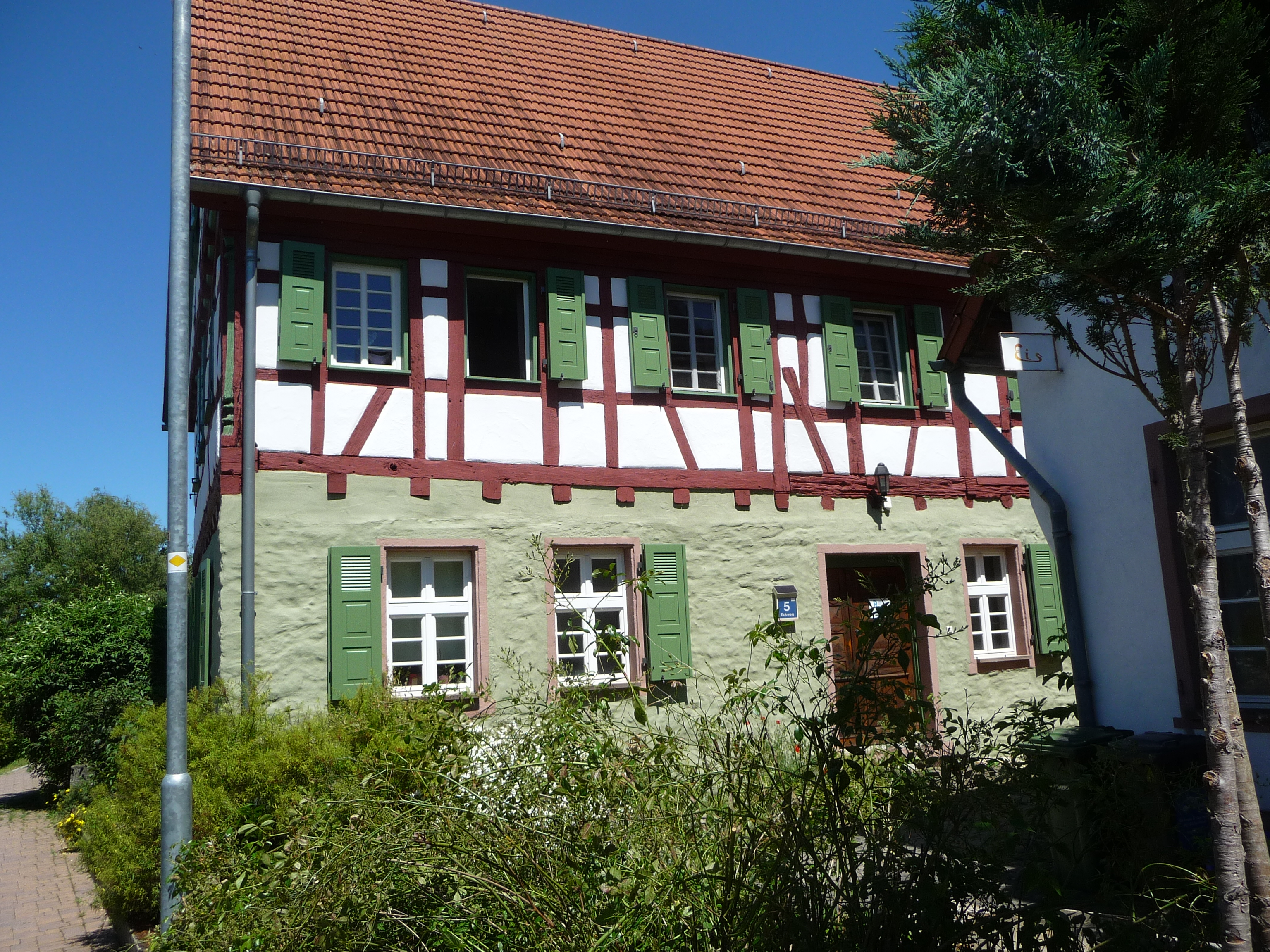
Eén van de schilderachtige vakwerkhuizen in het dorp
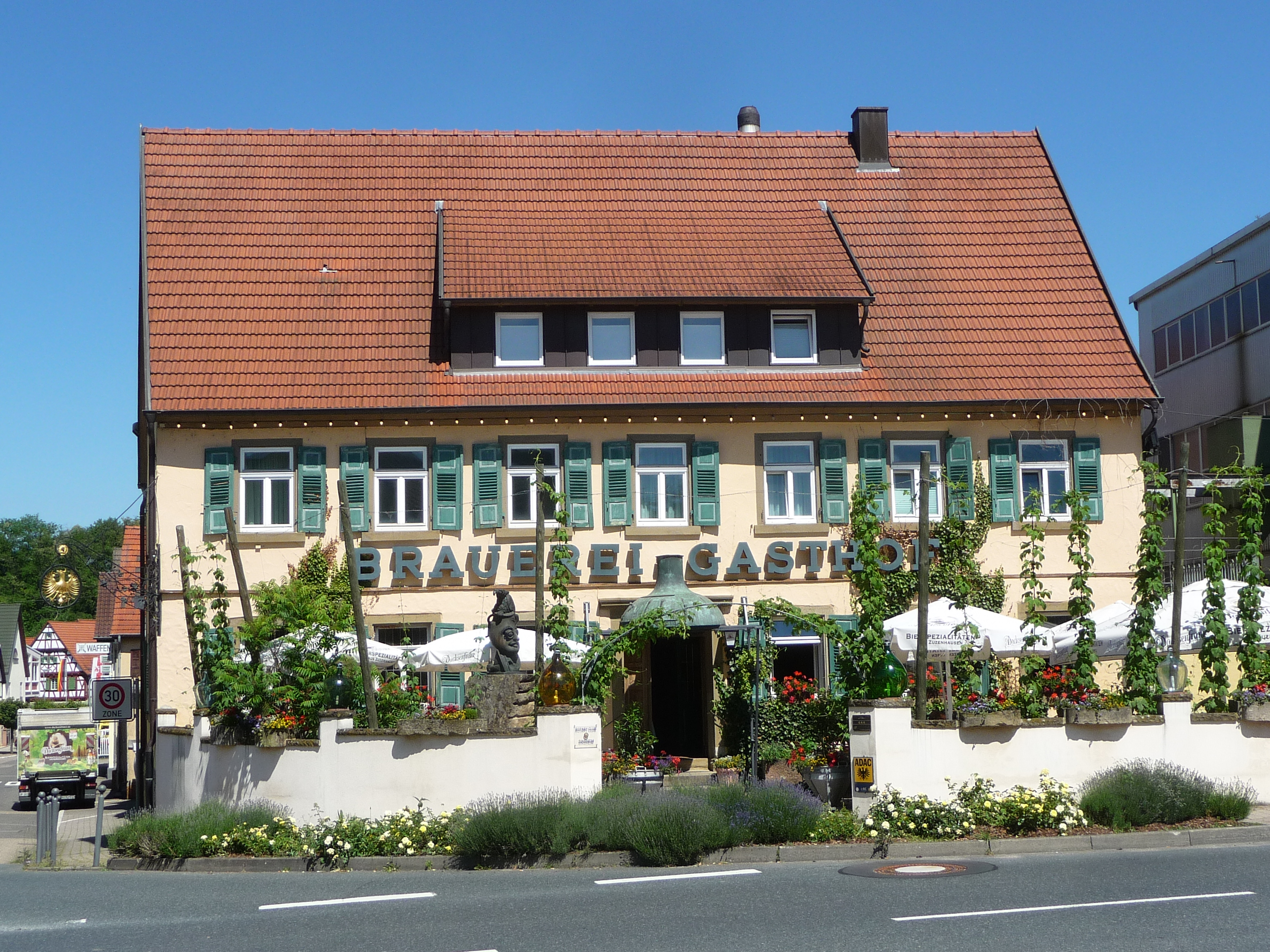
Bierbrouwerij en café Dachsenfranz

## Bijzondere gebouwen; toerisme
- Het kasteel Agnestal, Seehälde of Schlössl Zuzenhausen, aan de zuidrand van Zuzenhausen, met het omliggende park, is in 2008-2009 op kosten van de miljardair en sportsponsor Dietmar Hopp ingrijpend gerenoveerd. Sindsdien is het in gebruik als trainingscentrum voor de Duitse profvoetbalclub TSG Hoffenheim. Achter het kasteel werden diverse kantoor- en andere panden voor de voetbalclub gebouwd.
- De ruïne van het middeleeuwse kasteel Burg Zuzenhausen is vanwege instortingsgevaar niet toegankelijk.
- In het dorp staan enkele schilderachtige, oude vakwerkhuizen.
- Rondom het dorp, vooral aan de west- en oostkant, liggen enige voor wandelingen geschikte bospercelen.
- Langs het dorp, en langs Hoffenheim, loopt een 52 km lange kastelen-fietsroute met de naam Burgen-Tour Kraichgau-Stromberg.

## Trivia
In de periode van plm. 1875 tot 1910 leefde in de bossen rondom het dorp een dakloze zonderling, een geboren Italiaan, die na een ruzie met een meerdere uit het leger was gedeserteerd en lopend naar Duitsland was gevlucht. Deze man leefde van stroperij en van het voor boeren in de omgeving verdelgen van ratten, mollen, muizen, marters en dassen, die in die tijd nog als schadelijk wild werden beschouwd. De vellen en andere bruikbare producten van de door hem gedode dieren mocht hij behouden. Aan deze activiteiten hield hij de bijnaam Dachsenfranz over. Over de in het algemeen bij de bevolking geliefde Dachsenfranz werden al gauw allerlei verhalen verteld. Naar hem is een door een plaatselijke brouwerij gemaakt bier genoemd. Ook de jaarlijkse dorpskermis, die in het streekdialect Kirwe (verhoogduitst: Kirchweih) genoemd wordt, staat in het teken van herinneringen aan Dachsenfranz.
Altlußheim · Angelbachtal · Bammental · Brühl · Dielheim · Dossenheim · Eberbach · Edingen-Neckarhausen · Epfenbach · Eppelheim · Eschelbronn · Gaiberg · Heddesbach · Heddesheim · Heiligkreuzsteinach · Helmstadt-Bargen · Hemsbach · Hirschberg an der Bergstraße · Hockenheim · Ilvesheim · Ketsch · Ladenburg · Laudenbach · Leimen · Lobbach · Malsch · Mauer · Meckesheim · Mühlhausen · Neckarbischofsheim · Neckargemünd · Neidenstein · Neulußheim · Nußloch · Oftersheim · Plankstadt · Rauenberg · Reichartshausen · Reilingen · Sandhausen · Schönau · Schönbrunn · Schriesheim · Schwetzingen · Sinsheim · Spechbach · St. Leon-Rot · Waibstadt · Walldorf · Weinheim · Wiesenbach · Wiesloch · Wilhelmsfeld · Zuzenhausen